# Riemann-zèta-functie

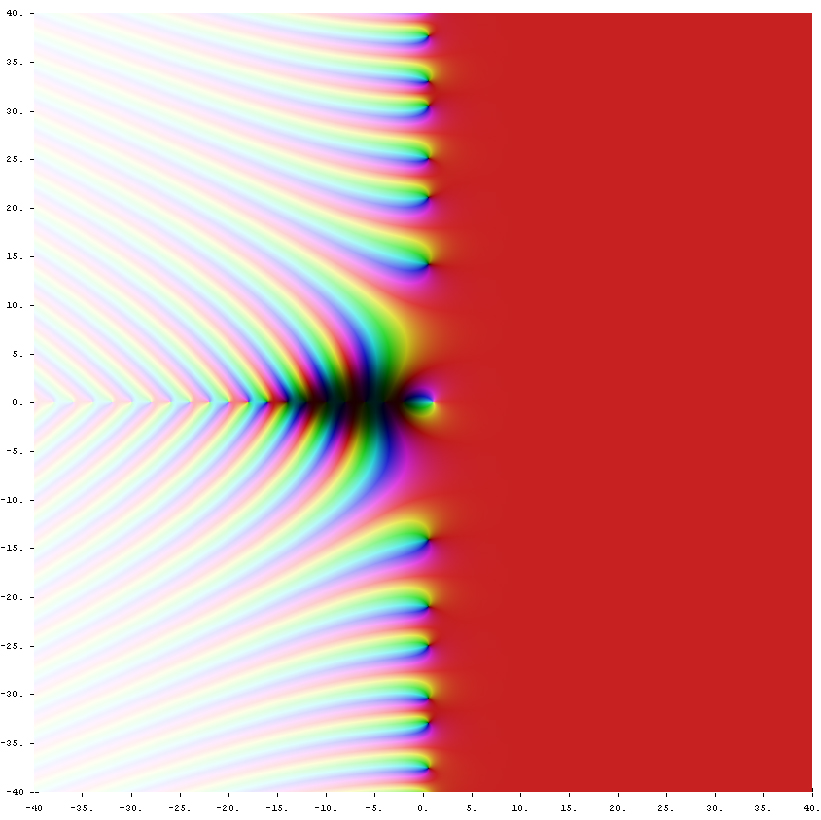
Riemann–zèta-functie ζ(s) in het complexe vlak. De kleur van een punt s codeert de waarde van ζ(s): de felle kleuren geven waarden in de buurt van nul aan, en de tint zelf codeert de waarde van het complexwaardige argument. Het witte punt bij s = 1 is de pool van de zèta-functie. De zwarte punten langs de negatieve reële as en op de kritieke lijn Re(s) = 1/2 zijn de nulpunten.

In de analytische getaltheorie, een deelgebied van de wiskunde, is de riemann-zèta-functie, genoemd naar de Duitse wiskundige Bernhard Riemann, een belangrijke functie vooral vanwege haar verband met de verdeling van priemgetallen. De functie heeft ook toepassingen op andere terreinen, zoals de natuurkunde, kansrekening en de statistiek.
De zèta-functie werd als een functie van een reëel argument in de eerste helft van de 18e eeuw  geïntroduceerd en bestudeerd door Leonhard Euler. Er bestond in die tijd nog geen complexe functietheorie. Bernhard Riemann breidde in 1859 in zijn publicatie "Über die Anzahl der Primzahlen unter einer gegebenen Grösse" Eulers definitie uit naar de complexe variabelen. Ook bewees hij de meromorfe voortzetting, definieerde hij de functionaalvergelijking van de riemann-zèta-functie en stelde hij een relatie vast tussen haar nulpunten en de verdeling van priemgetallen.
De waarden van de riemann-zèta-functie op even positieve gehele getallen werden al berekend door Euler. De eerste ervan, ζ(2), biedt een oplossing voor het Bazel-probleem. Roger Apéry bewees in 1979 de irrationaliteit van de constante van Apéry ζ(3). De waarden op negatieve gehele getallen, ook gevonden door Euler, zijn rationale getallen en spelen een belangrijke rol in de theorie van de modulaire vormen. Er bestaan veel veralgemeningen van de riemann-zèta-functie, zoals de Dirichletreeks, Dirichlet-L-functies en L-functies.

## Definitie
De riemann-zèta-functie {\displaystyle \zeta } wordt voor elk complex getal {\displaystyle s} met een reëel deel > 1 gedefinieerd door de Dirichletreeks:
{\displaystyle \zeta (s)=\sum _{n=1}^{\infty }{\frac {1}{n^{s}}}}
De reeks convergeert in het genoemde domein en definieert daar een analytische functie. Riemann besefte dat de zèta-functie door analytische voortzetting slechts op één manier kan worden uitgebreid tot een meromorfe functie gedefinieerd voor alle complexe getallen {\displaystyle s} met {\displaystyle s\neq 1}. Deze functie is het object van de riemann-hypothese.

## Identiteiten

### Productformule van Euler
Leonhard Euler ontdekte een verband tussen de zèta-functie en de priemgetallen. Hij bewees de identiteit,
{\displaystyle {\begin{aligned}\sum _{n\geq 1}{\frac {1}{n^{s}}}&=\prod _{p{\text{ priem}}}{\frac {1}{1-p^{-s}}}=\\&=\left(1+{\frac {1}{2^{s}}}+{\frac {1}{4^{s}}}+\ldots \right)\left(1+{\frac {1}{3^{s}}}+{\frac {1}{9^{s}}}+\ldots \right)\ldots \left(1+{\frac {1}{p^{s}}}+{\frac {1}{p^{2s}}}+\ldots \right)\ldots \end{aligned}}}
waarbij het linkerlid per definitie {\displaystyle \zeta (s)} is en het oneindige product in het rechterlid over alle priemgetallen {\displaystyle p} loopt. Uitdrukkingen van deze vorm worden ook wel Euler-producten genoemd. Beide leden van deze identiteit convergeren voor {\displaystyle \mathrm {Re} (s)>1}.
Het bewijs voor deze identiteit maakt alleen gebruik van de reekssom voor de meetkundige rijen en de hoofdstelling van de rekenkunde.
Men vergewisse zich ervan dat ieder van de factoren in de laatste expressie opgebouwd is uit alle machten van {\displaystyle p^{-s}} voor een priem {\displaystyle p}, en dat bij het uitvermenigvuldigen iedere mogelijke combinatie gevormd wordt. Zodoende worden alle termen uit de oorspronkelijke reeks gegenereerd. Ieder van de factoren is ook een machtreeks waarvan de waarde in gesloten vorm geschreven kan worden.  Dit leidt tot de beknopte productvorm. 
Wanneer men {\displaystyle s} op 1 stelt, representeert de zèta-functie de harmonische reeks, welke divergeert. In combinatie met de formule van Euler betekent dit dat er oneindig veel priemgetallen zijn.
Als {\displaystyle s} een geheel getal is, kan het Euler-product worden gebruikt om de waarschijnlijkheid te berekenen dat {\displaystyle s} willekeurig gekozen gehele getallen relatief priem zijn. Het blijkt dat deze kans inderdaad gelijk is aan {\displaystyle 1/\zeta (s)}.

### Functionaalvergelijking
De zèta-functie voldoet aan de volgende functionaalvergelijking:
{\displaystyle \zeta (s)=2^{s}\pi ^{s-1}\sin \left({\frac {\pi s}{2}}\right)\Gamma (1-s)\zeta (1-s)}
waarbij {\displaystyle s\in \mathbb {C} \setminus \lbrace 0,1\rbrace } (de complexe getallen zonder 0 en 1). Hierbij stelt {\displaystyle \Gamma } de gammafunctie voor.

### Omgekeerde
De omgekeerde of de multiplicatieve inverse, van de riemann-zèta-functie kan worden geschreven als een Dirichletreeks aan de hand van de Möbiusfunctie {\displaystyle \mu (n)}:
{\displaystyle {\frac {1}{\zeta (s)}}=\sum _{n=1}^{\infty }{\frac {\mu (n)}{n^{s}}}}
voor complexe getallen {\displaystyle s} met {\displaystyle \mathrm {Re} (s)>1}.

## Riemann-hypothese
De riemann-zèta-functie heeft nulpunten in de negatieve even gehele getallen. Deze nulpunten zijn eenvoudig te vinden vertrekkende van de functionaalvergelijking en ze worden dan ook triviale nulpunten genoemd.
De zèta-functie heeft echter nog meer nulpunten en deze moeten in de zogenaamde kritieke strook liggen, de verzameling van alle complexe getallen met reëel deel strikt tussen nul en één. De riemann-hypothese zegt dan dat alle niet-triviale nulpunten precies 1/2 als reëel deel hebben. Deze hypothese is nog niet bewezen en ze wordt zelfs als een van de belangrijkste, of in ieder geval een van de meest bekende, problemen in de wiskunde beschouwd.

## Enkele waarden

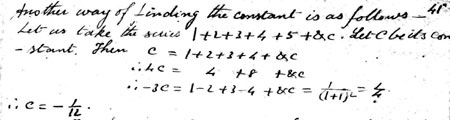
Berekening uit Ramanujans eerste aantekenboek voor

Hier zijn enkele vaak voorkomende waarden van de riemann-zèta-functie.
{\displaystyle \zeta (1)=1+{\tfrac {1}{2}}+{\tfrac {1}{3}}+\ldots =\infty }; dit is de harmonische reeks.
{\displaystyle \zeta ({\tfrac {3}{2}})\approx 2{,}612}
{\displaystyle \zeta (2)=1+{\frac {1}{2^{2}}}+{\frac {1}{3^{2}}}+\ldots ={\frac {\pi ^{2}}{6}}=1{,}644...} (Bazel-probleem, Euler 1735); de omgekeerde van dit getal, {\displaystyle {\frac {6}{\pi ^{2}}}}, is gelijk aan de kans dat twee willekeurige gehele getallen onderling ondeelbaar zijn, relatief priem zijn.
{\displaystyle \zeta ({\tfrac {5}{2}})\approx 1{,}341}
{\displaystyle \zeta (3)=1+{\frac {1}{2^{3}}}+{\frac {1}{3^{3}}}+\ldots \approx 1{,}202}
{\displaystyle \zeta ({\tfrac {7}{2}})\approx 1{,}127}
{\displaystyle \zeta (4)=1+{\frac {1}{2^{4}}}+{\frac {1}{3^{4}}}+\cdots ={\frac {\pi ^{4}}{90}}\approx 1{,}0823}
Positieve even getallen: {\displaystyle \zeta (2n)=(-1)^{n+1}{\frac {B_{2n}(2\pi )^{2n}}{2(2n)!}}} waar {\displaystyle B_{2n}} het {\displaystyle 2n}-de Bernoulli-Sekigetal is.
{\displaystyle \zeta (-1)} wordt gelijkgesteld aan {\displaystyle -{\frac {1}{12}}} via Ramanujan regularisatie; dit wordt ook gebruikt in de snaartheorie.
Er dient opgemerkt te worden dat {\displaystyle \zeta (-1)\neq 1+2+3+4+\ldots ;} aangezien de definitie {\displaystyle \zeta (s)=\sum _{n=1}^{\infty }{\frac {1}{n^{s}}}}, enkel geldt voor {\displaystyle \mathrm {Re} (s)>1}. De waarden van {\displaystyle \zeta (s)} voor {\displaystyle \mathrm {Re} (s)\leq 1} volgen uit de holomorfe uitbreiding ervan.
Negatieve gehele getallen: {\displaystyle \zeta (-n)=-{\frac {B_{n+1}}{n+1}}} waar {\displaystyle B_{n+1}} het {\displaystyle (n+1)}-de Bernoulli-Sekigetal is.